# SAS 181 antwortet nicht
SAS 181 antwortet nicht ist ein DEFA-Spielfilm von Carl Balhaus aus dem Jahr 1959, der im Fischerei-Milieu an der Ostseeküste der DDR und auf der dänischen Insel Bornholm spielt. SAS ist die Fischereikennung für Sassnitz, SAS 181 ein fiktiver Fischkutter eines Fischereikombinats.

## Handlung
Kurt, Hannes und Anke arbeiten zusammen als Lehrlinge in einem Fischkombinat in Saßnitz. Bei einer Segelboot-Regatta der Gesellschaft für Sport und Technik überschätzt Kurt seine Fähigkeiten und verursacht einen Unfall, für den er gemaßregelt wird. Er fühlt sich ungerecht behandelt und findet bei Kapitän Laue Verständnis für sein Draufgängertum. Laue war im Zweiten Weltkrieg Bootsmann bei der Kriegsmarine.
Laue nimmt Kurt und Hannes sowie den alten Fischer Jens, der aufgrund der hohen Arbeitslosigkeit in Westdeutschland aus Bremerhaven in die DDR übergesiedelt ist, als Mannschaft an Bord. Laue gilt als erfolgreicher Kapitän, mit dem ein guter Fang in Aussicht steht.
Überraschend steuert Laue unter einem Vorwand mit dem Kutter SAS 181 die dänische Insel Bornholm an. Kurt und Hannes beschatten Laue in einer Kneipe und erfahren so, dass Laue und der Decksmann die DDR verlassen und den Kutter im Ausland verkaufen wollen. Mit Hilfe der dänischen Polizei und Jens’ können die Jungen die Übergabe des Kutters an einen Käufer verhindern, müssen jedoch das Boot in einer stürmischen Überfahrt allein nach Saßnitz zurückführen, während Laue auf Bornholm zurückbleibt.

## Produktion
SAS 181 antwortet nicht wurde ab 1958 unter dem Arbeitstitel SOS-Einsatz für Ilona gedreht. Die Kostüme schuf Rosemarie Wandelt, die Filmbauten stammen von Alfred Hirschmeier. Die Produktionsleitung hatte Adolf Fischer, während Roland Dressel als Kameraassistent fungierte. Für die Dramaturgie war Margot Beichler zuständig. Der Film erlebte am 3. Juli 1959 im Berliner Colosseum seine Premiere.

## Kritik
Scharfe Kritik – weniger am Thema, sondern an der Inszenierung – übte Horst Knietzsch 1959 im Filmspiegel:

„Die Helden des Films bestehen ihre Aufgabe nicht schlecht, denn sie sind doch schon viel stärker Kinder unserer Republik, als sie sich das selber eingestehen … Leider war die künstlerische Umsetzung des Stoffes durch den Regisseur nicht immer geglückt. Da gibt es mancherlei handwerkliche Unsauberkeiten, am störendsten ist vor allem der theatralische Inszenierungsstil, der so gar nichts mit moderner Filmregie zu tun hat … Balhaus ist ein Mann des Theaters geblieben …“

## Überlieferung
2022 erschien in der Reihe DEFA Filmjuwelen der DEFA-Stiftung eine DVD-Edition.